# Валаське повстання 1821 року

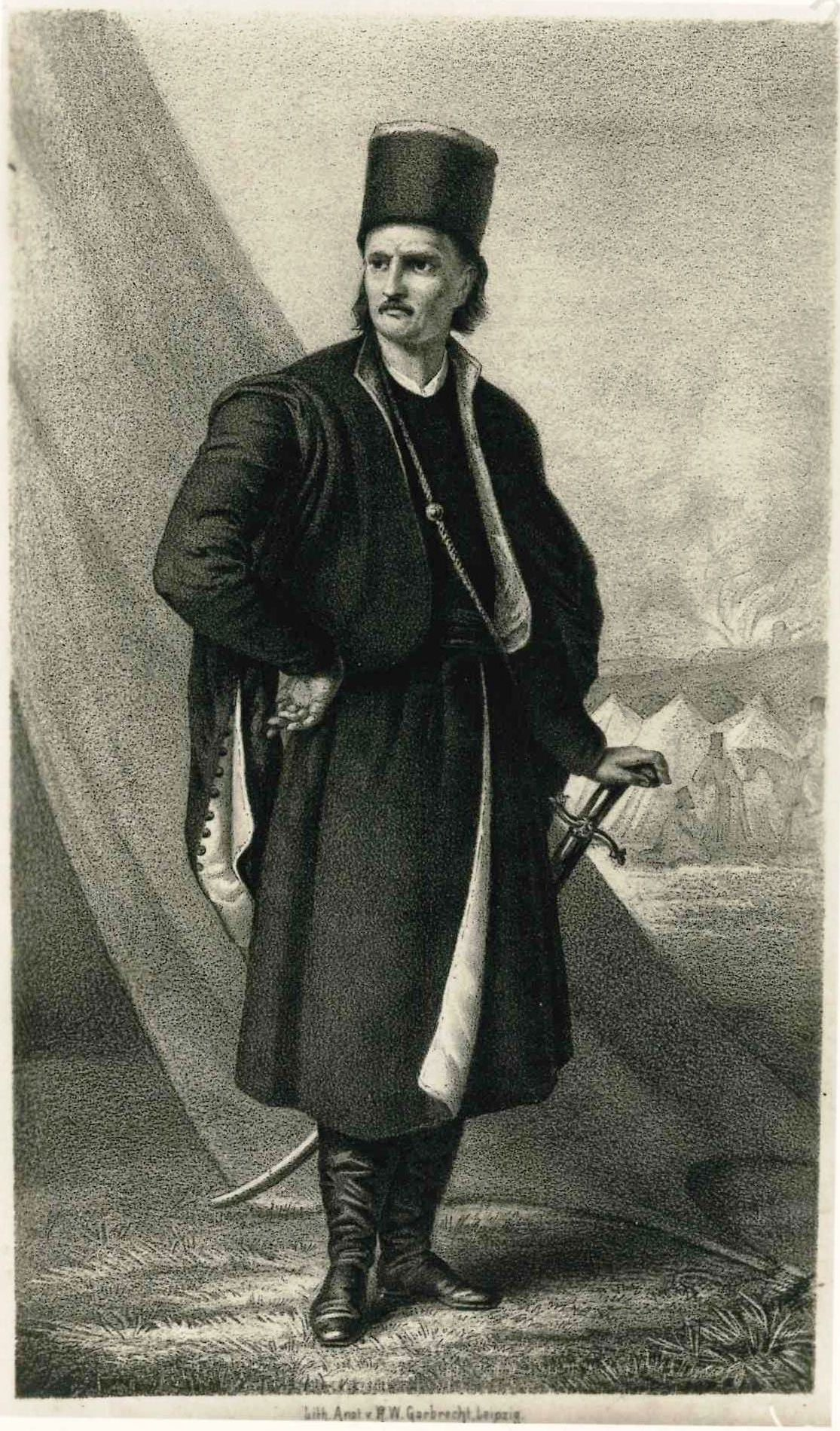
Тудор Владимиреску

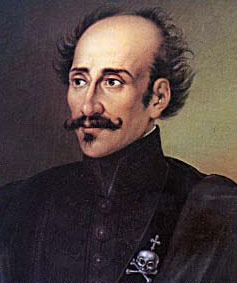
Іпсіланті Олександр Костянтинович

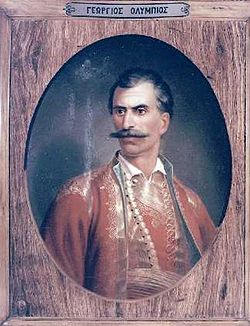
Олімпіос, Георгакіс

Вал́аське повст́ання (1821 рік) — антитурецьке та антифеодальне повстання румунських селян і пандурів у Валахії, Олтенії і деяких районах Молдавії під керівництвом Тудора Владимиреску.

## Причини повстання
1. Основною причиною повстання слугувало тяжке соціально-економічне становище основної частини населення Валахії — селян: великі податки, панщина, залежність від бояр.
2. Політичні і економічні привілеї і всевладдя бояр також викликало незадоволення серед міщан-робітників, дрібних поміщиків і деяких бояр.
3. Знаходячись під управлінням фанаріотських володарів, корінне населення відчувало на собі й національний гніт, що знаходив своє відображення в елінізаторській політиці більшості верхівки валаського і молдавського суспільства[1].
4. Також причинами повстання було прагнення до здобуття незалежності Валаського князівства і боротьба проти Туреччини, яка розгорнулась на Балканах.

## Рушійні сили
В повстанні брали участь такі верстви суспільства: селяни, ремісники, торговці, представники нового стану — буржуазії.

## Хід подій
Валаське повстання (січень1821 р.), яке розпачиналося в Західній Валахії(Олтенії), згодом охопило усю Валахію і деякі райони Молдовії. Невеликий загін Владимиреску, завдяки широкій підтримці населення, перетворився в 10-тисячну повстанську армію. Повсталі знищували турецькі загони, руйнували маєтки володарів, великих бояр і 21 березня вступили у Бухарест, де до них приєдналися «гетеристи» під командуванням генерала армії О. Іпсіланті. Прагнення Владимиреску встановити союз з місцевими боярами, відмова у ліквідації феодальних повинностей — все це викликало незадоволення селян, як рушійної сили повстання. Скориставшись послабленням сил повстанців, бояри направили до Валахії турецькі війська, які 16 травня підійшли до Бухаресту. Армія Владимиреску відступила до Плоєшті, а сам він, щоб виграти час для збору сил і відсічі ворогові, вступив з турецьким командуванням у переговори. Грецькі патріоти-«гетеристи» запідозрили Владимиреску в зраді і 27 травня убили. Таким чинома армія повсталих була розбита, а повстання жорстоко придушене турецькими військами.

## Результати
Валаське повстання — один із перших народних виступів за незалежність Дунайських князівств у 19 ст., що переріс у громадянську війну за політичну незалежність. Подія відіграла важливу роль не лише для подальшого розвитку національно-визвольного руху в Румунії, а й знайшла своє відображення в історії Греції. Практичним результатом повстання стало посилення боротьби румунського і молдавського народів проти феодального гніту і турецького ярма, а також повалення фанаріотського режиму.